# Бойко, Владимир Елисеевич
Владимир Елисеевич Бойко (27 сентября 1925 — 11 мая 1987) — советский украинский скульптор.

## Биография
Родился 27 сентября 1925 года в селе Ерковцы (Киевская область).
Участник партизанского движения в Киевской области во времена Великой Отечественной войны.
В 1948—1954 годах учился в Львовском институте прикладного и декоративного искусства. Среди преподавателей Иван Севера. Работал в области станковой и монументальной скульптуры. С 1954 года член КПСС. Член Союза художников УССР с 1963 года. Принимал участие в областных, республиканских (с 1967 года) и всесоюзных (с 1965 года) выставках. Жил на улице Тургенева во Львове.
Автор проекта памятника воинам 1-го Украинского фронта (1958) и мемориального комплекса в честь воинов советской армии (1967). Среди произведений Бойко — портреты Дмитрия Павлычко (1961), «Колхозница Прикарпатья» (1963), Героя Советского Союза Терентия Новака (1965), «Думы» (1967). Над некоторыми проектами работал совместно с Василием Каменщиком: конкурсные проекты памятника воссоединения Украины на Высоком замке во Львове и памятника освобождению Закарпатья на Верецком перевале в Карпатах (оба — 1968), проект памятника Виктору Глушкову в Киеве (1983).